# ペア・カールション
ペア・ヨナス・カールション（Per Jonas Karlsson、1986年1月2日 - ）は、スウェーデン・ストックホルム出身の元サッカー選手。ポジションはディフェンダー。
AIKフットボールにおける公式戦最多出場記録を保持している。

## 経歴

### クラブ
1998年にAIKフットボールのユースチームに加入した。2003年にトップチームに昇格し、2006シーズンと2007シーズンにはそれぞれAFCエシルストゥーナとオートヴィーダベリFFにレンタル移籍をした。復帰後の2008シーズンからスタメンの座に定着すると、2009シーズンには自身初のアルスヴェンスカン優勝を果たした。
2022シーズン終了後、現役引退を発表した。

### 代表
2010年1月20日、オマーン代表との親善試合でスウェーデン代表デビュー。